# Гленнвілл (Джорджія)
Гленнвілл (англ. Glennville) — місто (англ. city) в США, в окрузі Теттнолл штату Джорджія. Населення — 3834 особи (2020).

## Географія
Гленнвілл розташований за координатами 31°56′21″ пн. ш. 81°55′50″ зх. д. / 31.93917° пн. ш. 81.93056° зх. д. (31.939084, -81.930515).  За даними Бюро перепису населення США в 2010 році місто мало площу 17,15 км², з яких 16,97 км² — суходіл та 0,18 км² — водойми. В 2017 році площа становила 18,54 км², з яких 18,31 км² — суходіл та 0,23 км² — водойми.

## Демографія
Згідно з переписом 2010 року, у місті мешкало 3569 осіб у 1479 домогосподарствах у складі 921 родини. Густота населення становила 208 осіб/км².  Було 1729 помешкань (101/км²).
Расовий склад населення:
| - 63,2 % — білих - 31,4 % — чорних або афроамериканців - 1,1 % — азіатів - 0,6 % — корінних американців - 0,2 % — вихідців з тихоокеанських островів - 2,2 % — осіб інших рас |

До двох чи більше рас належало 1,3 %. Частка іспаномовних становила 5,0 % від усіх жителів.
За віковим діапазоном населення розподілялося таким чином: 23,6 % — особи молодші 18 років, 58,2 % — особи у віці 18—64 років, 18,2 % — особи у віці 65 років та старші. Медіана віку мешканця становила 39,6 року. На 100 осіб жіночої статі у місті припадало 81,9 чоловіків;  на 100 жінок у віці від 18 років та старших — 76,9 чоловіків також старших 18 років.
Середній дохід на одне домашнє господарство  становив 56 122 долари США (медіана — 43 408), а середній дохід на одну сім'ю — 63 786 доларів (медіана — 47 000). За межею бідності перебувало 24,0 % осіб, у тому числі 31,3 % дітей у віці до 18 років та 8,4 % осіб у віці 65 років та старших.
Цивільне працевлаштоване населення становило 1308 осіб. Основні галузі зайнятості: освіта, охорона здоров'я та соціальна допомога — 29,4 %, роздрібна торгівля — 16,0 %, публічна адміністрація — 15,4 %.